# Хелабрун (зоопарк)
Зоопаркът „Хелабрун“ (на немски: Tierpark Hellabrunn) е зоопаркът в баварската столица Мюнхен. Разположен е на 36 хектара в южния край на града на десния бряг на река Изар. Голям дял от пространствата за животните са заградени с ровове, а не с ограждения. Зоопаркът е първият в света, в който животните са организирани не по биологичен вид, а на географски принцип според техния ареал.
През 2013 година зоопаркът е класиран като 4-тия най-добър в Европа (което е покачване спрямо 12-о място). Фокусът му е в опазването и размножаването в плен на редки видове като мандрила и сребристия гибон. Успешно размножени в зоопарка са и видове като горили, жирафи, слонове, планински бизони и арктически лисици. Зоопаркът е един от много малкото, които позволяват на посетителите да влизат с домашните си кучета.
Зоопаркът „Хелабрун“ е член както на Европейската, така и на Световната асоциация на зоопарковете и аквариумите и участва в Европейската програма за застрашените видове.

## История
На 25 февруари 1905 година е създадено Обществото за зоологическа градина в Мюнхен (Verein Zoologischer Garten München e.V.) и за място на градината е избрана областта Хелабрун. Проектът е на архитект Емануел фон Зайдъл. Зоопаркът е открит за посещения на 1 август 1911 година.
През 1922 година поради инфлацията в Германия зоопаркът е затворен и отново отваря врати на 23 май 1928. По време на Втората световна война претърпява значителни щети от бомбардировките на Обединените сили над Мюнхен, но отново успява да отвори през май 1945. През 1970 година е изготвен отдавна необходимият план за реновиране на парка.
Понастоящем колекцията на „Хелабрун“ е една от най-богатите и разнообразни в Европа. През 2012 година зоопаркът е бил дом на 19 183 животни от 757 биологични вида. През същата година е бил посетен от над 1.8 милиона посетители.